# 千葉県の城
千葉県の城（ちばけんのしろ）は古代から近世にかけて千葉県内にあった城をとりまとめたものである。

## 安房国

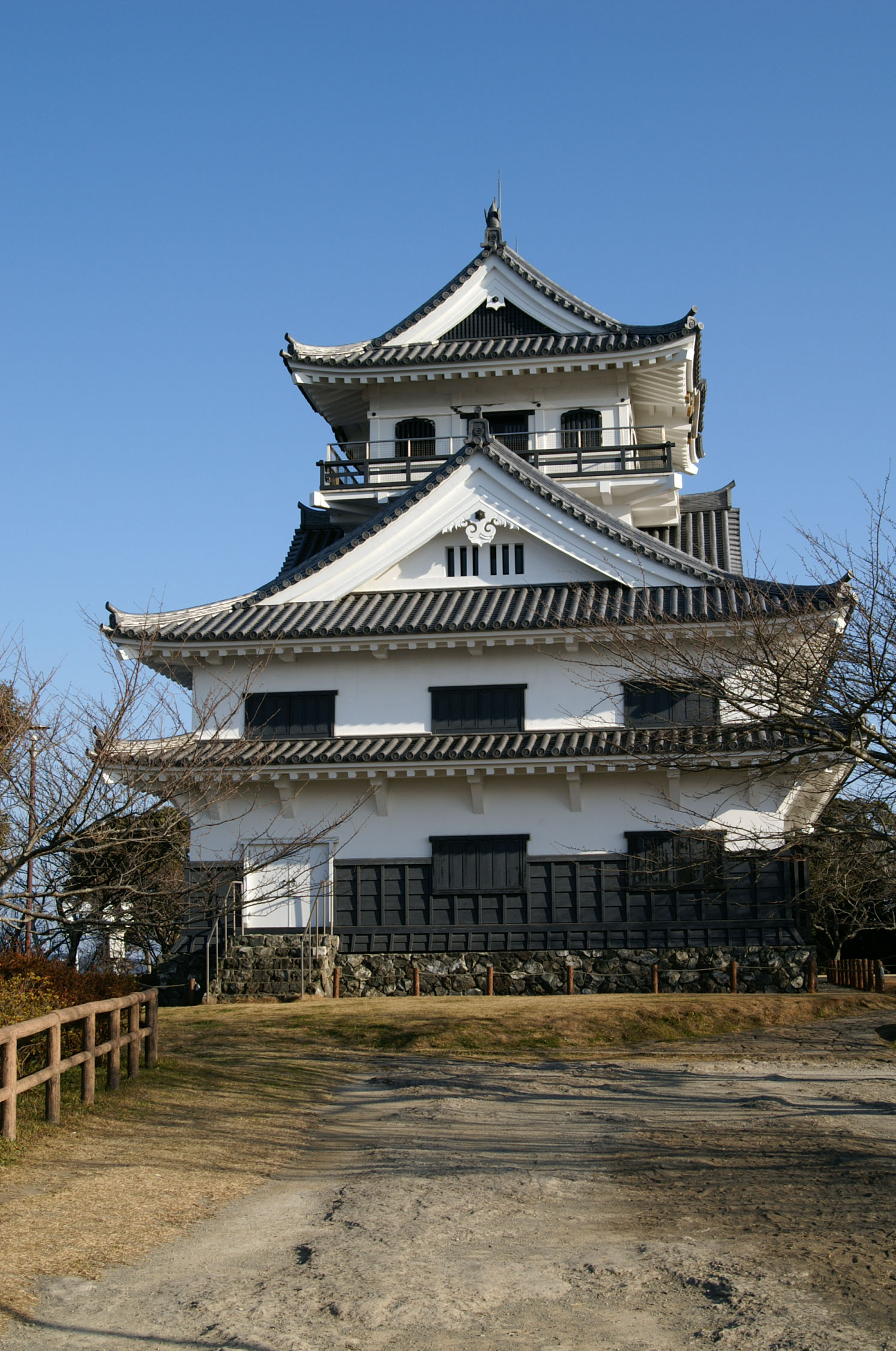
館山城復興天守

### 館山市
1. 稲村城
2. 大井城
3. 神余城
4. 香要害城
5. 古茂口城
6. 館山城
7. 長田城
8. 南条城
9. 二子堀ノ内城
10. 明星山城
11. 山下城
12. 山本城
13. 洲ノ崎備場
14. 北條陣屋

### 南房総市
1. 白浜城
2. 長尾城
3. 宇田城
4. 牧田城
5. 岡本城
6. 白坂城
7. 床代城
8. 宮本城
9. 宮本手代城
10. 市部要害城
11. 蛇喰城
12. 宿要害城
13. 高崎要害古城
14. 冷水城
15. 宮谷城
16. 石堂城
17. 加茂城
18. 丸城
19. 高月城
20. 滝田城
21. 平松城
22. 三原城
23. 三原城山城
24. 四房館
25. 妙本寺砦
26. 用田要害城
27. 吉沢代官屋敷
28. 里見番所

### 安房郡

#### 鋸南町
1. 勝山城
2. 人骨山城
3. 元名城山城
4. 勝山陣屋

### 鴨川市
1. 上城
2. 江見根古屋城
3. 鶴見城
4. 金山城
5. 金束城
6. 西ノ城
7. 室戸城
8. 山之城
9. 天津城
10. 天津要害城
11. 葛ヶ崎城
12. 白崎城
13. 西郷氏館
14. 環斎屋敷
15. 小笠原陣屋
16. 正木憲時陣屋
17. 波左間陣屋

## 上総国

### 勝浦市

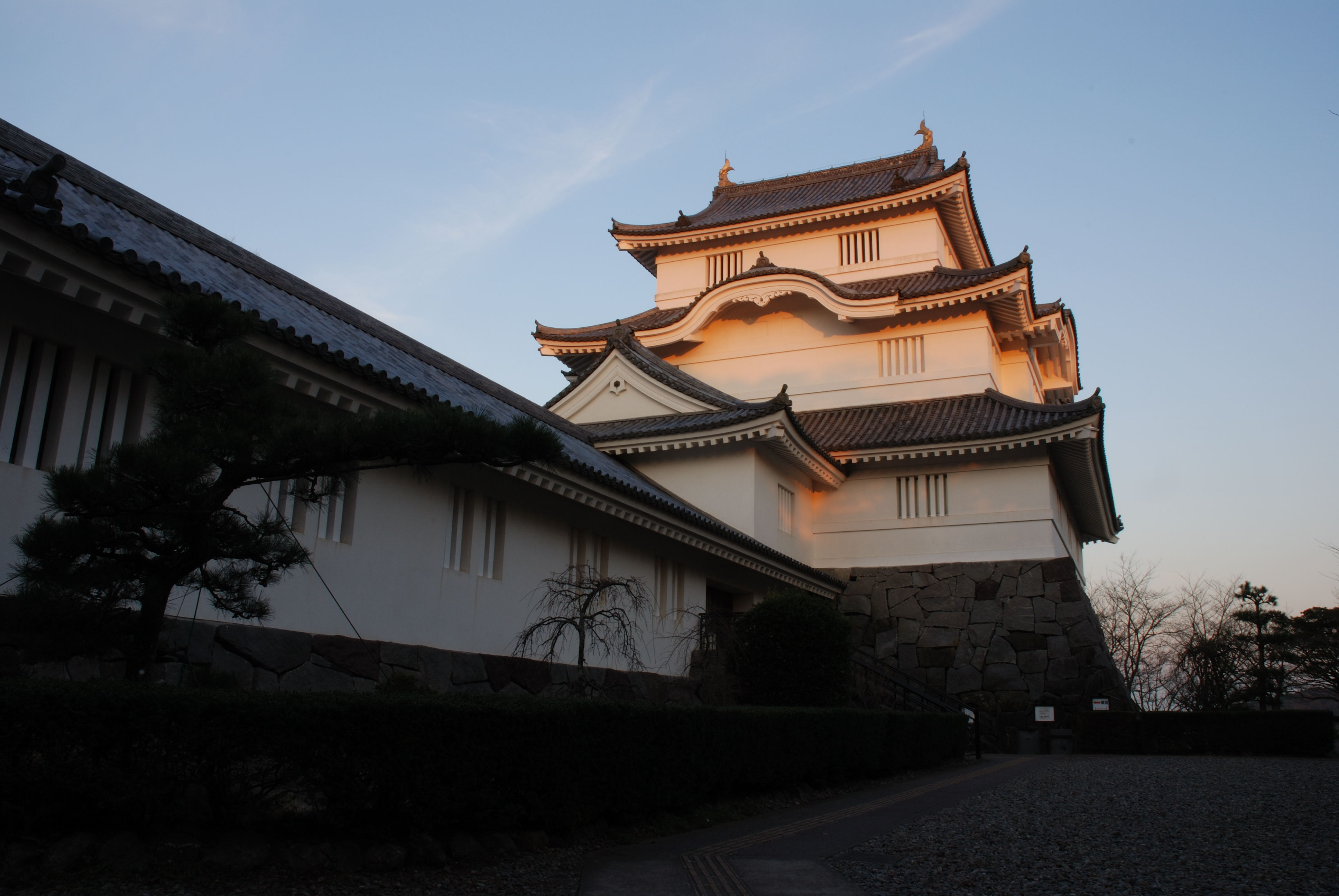
大多喜城復興天守

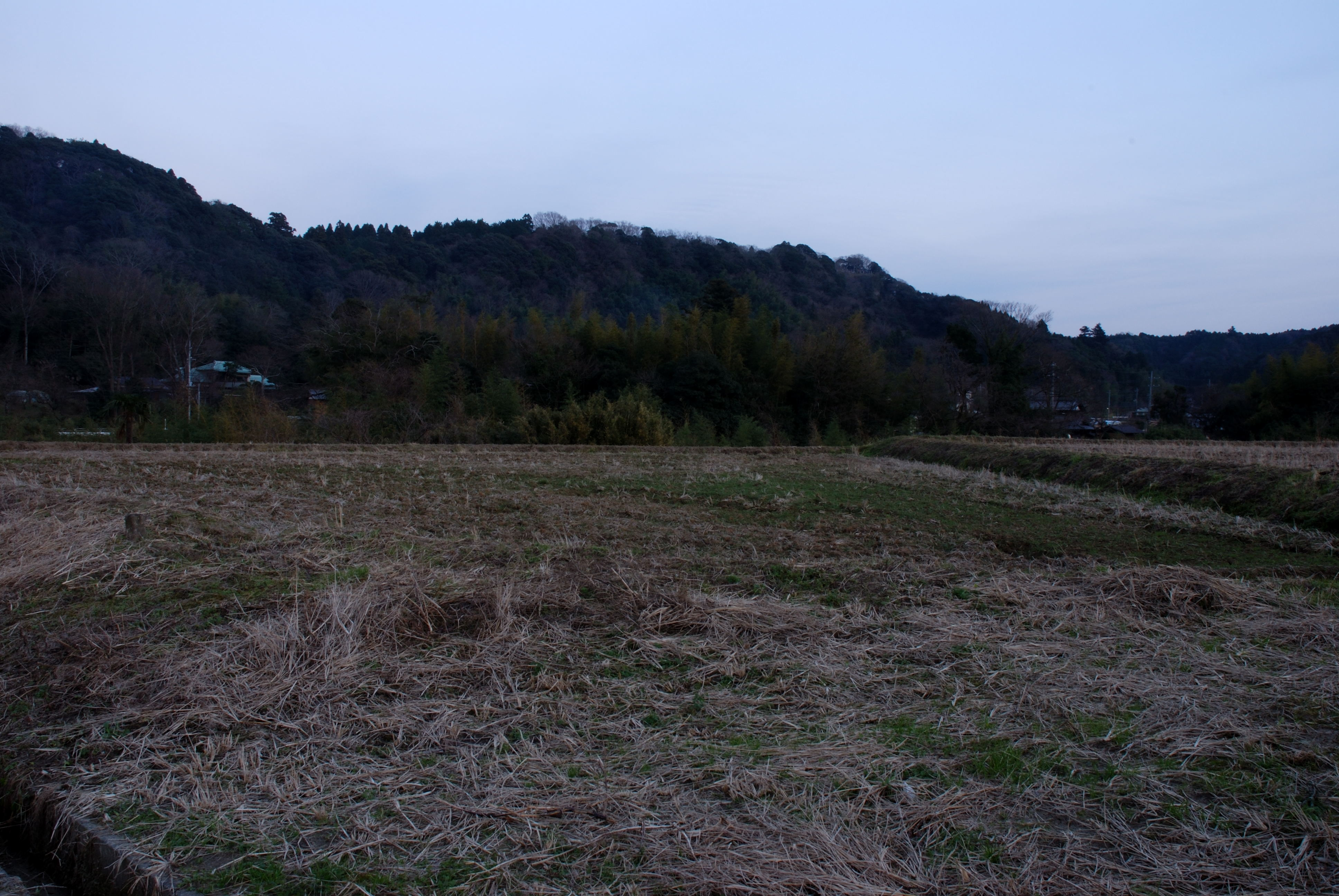
久留里城址遠景

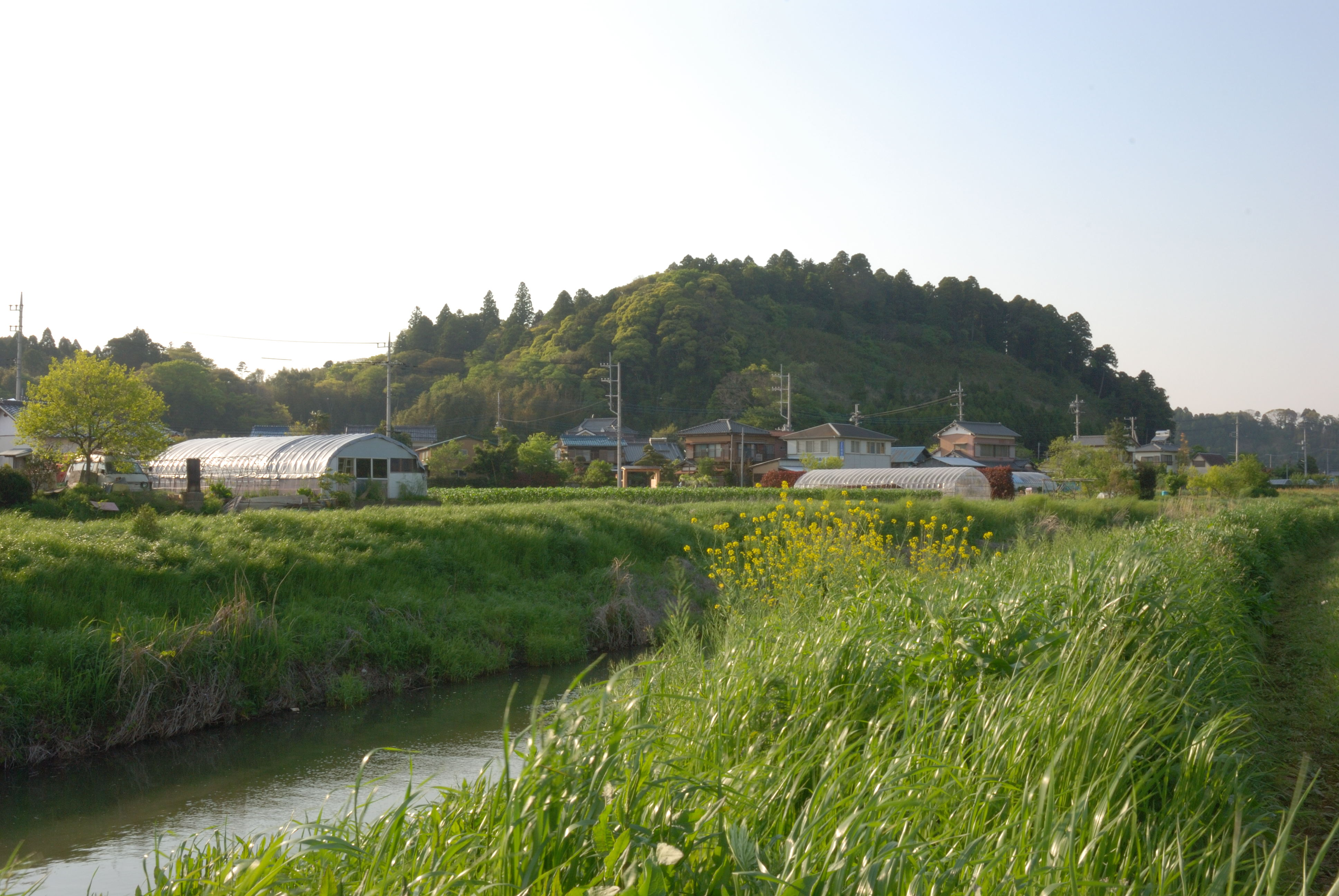
津辺城址遠景

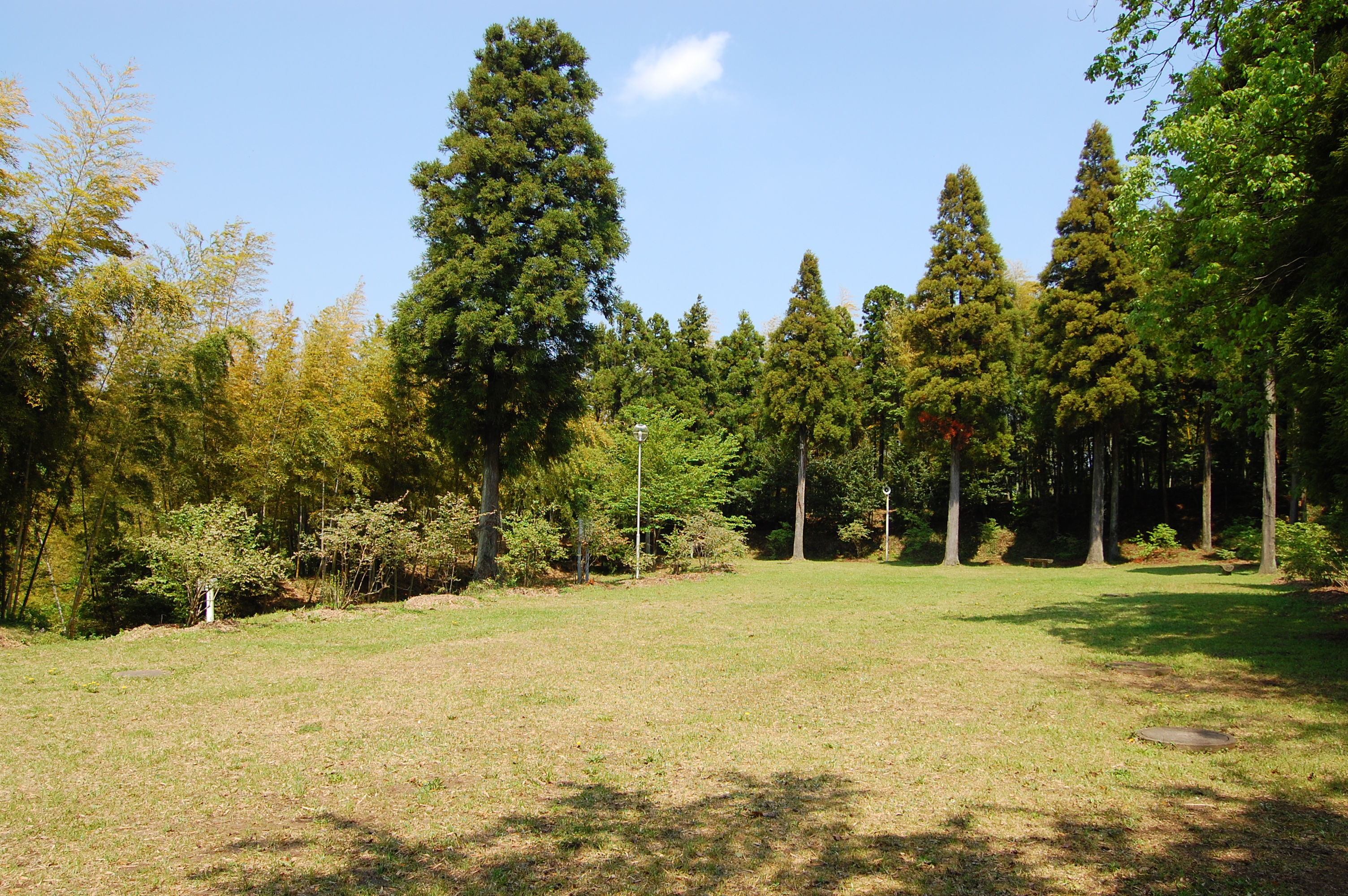
真里谷城本丸跡

1. 勝浦城
2. 吉宇城
3. 興津城
4. 新戸城
5. 松部城
6. 吉尾城
7. 殿台館
8. 植村氏陣屋

### いすみ市
1. 万喜城
2. 大野城
3. 国府台城
4. 八幡城
5. 大寺城
6. 金山城
7. 小浜城
8. 萱落城
9. 釈迦谷殿台城
10. 城ノ内城
11. 城谷城（飯田城）
12. 高塚城
13. 畑井田城
14. 日在城
15. 布施殿台城
16. 発坂城
17. 山田城
18. 和泉要害城
19. 岩熊館
20. 椎木城
21. 高部城
22. 鶴ヶ城
23. 中滝城
24. 矢岳城
25. 造式館
26. 長志館

### 夷隅郡

#### 大多喜町
1. 朝方城
2. 大多喜城
3. 小土呂城
4. 小田代城

#### 御宿町
1. 最明寺城
2. 根古屋城

### 富津市
1. 佐貫城
2. 造海城（百首城）
3. 金谷城
4. 峰上城
5. 天羽城
6. 岩富城
7. 大久保城山城
8. 小山野城
9. 北上城
10. 関尻常代城
11. 天神山城
12. 東大和田城・出城
13. 百首城（造海城）
14. 二又山要害城

1. 虚空蔵山陣場
2. 小久保陣屋
3. 富津陣屋
4. 竹ヶ岡陣屋
5. 飯野陣屋
6. 吾妻村番所
7. 白子遠見番所
8. 竹ヶ岡台場
9. 富津台場
10. 七曲砲台
11. 嶋戸倉砲台
12. 大坪山砲台
13. 大坪烽火台
14. 第一海堡・第二海堡

### 君津市
1. 粟倉城
2. 池和田城
3. 岩室城
4. 荏柄城
5. 大戸城
6. 大鷲城
7. 奥米城
8. 奥畑城
9. 川谷城
10. 久留里城
11. 秋元城
12. 周東城
13. 千本城
14. 高水城
15. 辻森要害城
16. 常代城
17. 戸崎城
18. 星谷城
19. 三直城
20. 柳城
21. 山本湯名城
22. 狐山砦
23. 三船山砦
24. 子安陣屋
25. 三本松陣屋
26. 下湯江陣屋
27. 人見陣屋
28. 三舟山陣場

### 木更津市
1. 真里谷城
2. 有吉城
3. 大坪城
4. 笹子城
5. 請西城
6. 天神台城
7. 中尾城
8. 要害城
9. 上根岸館
10. 新梨子館
11. 貝渕陣屋
12. 景清陣屋
13. 真武根陣屋

### 袖ケ浦市
1. 打越城
2. 大竹城
3. 川原井城
4. 久保田城 (上総国)
5. 蔵波城
6. 里見城
7. 高谷堀ノ内城
8. 高谷館
9. 中谷台館

### 東金市
1. 家之子御所
2. 小野城
3. 酒蔵城
4. 田間城
5. 東金城
6. 丹尾館
7. 堀之内館

### 山武郡

#### 横芝光町
1. 坂田城
2. 小堤城（坂田城支城）
3. 長倉城（坂田城支城）
4. 岩室城
5. 小川台城
6. 小田部城
7. 篠本城
8. 寒風城
9. 新善光寺館
10. 田中城
11. 中城
12. 古城
13. 傍示戸城
14. 要害台城
15. 芝崎城

#### 芝山町
1. 新井田城（上総国）
2. 飯櫃城
3. 岩山城
4. 大台城
5. 上細子城
6. 小池南城
7. 上吹入城
8. 住母毛城
9. 下在郷城
10. 高田城（上総国）
11. 田向城
12. 中郷城
13. 宮崎城（上総国）
14. 山中城（上総国）

### 山武市
1. 坂田城
2. 飯櫃城
3. 津辺城
4. 富田城
5. 成東城
6. 早船城
7. 小川城
8. 松尾城
9. 蕪木城
10. 最上城
11. 山室城
12. 木原城
13. 椎崎城
14. 城ノ台城
15. 八幡城
16. 埴谷城
17. 森城
18. 原横地館
19. 大蔵館
20. 金尾塙台館
21. 古和館
22. 埴谷周路館
23. 稲荷鼻砦
24. 八田砦
25. 田越要害

### 大網白里市
1. 大網城
2. 木崎館
3. 小西城
4. 清名幸谷館
5. 永田城
6. 四天木館

### 長生郡

#### 長南町
1. 庁南城
2. 市野々城
3. 今泉城
4. 佐坪城
5. 地引城
6. 下芝原城
7. 城ヶ谷城
8. 関原城
9. 千手堂城
10. 千田城
11. 長南城
12. 利根里城
13. 根古屋城
14. 堀之内城
15. 丸山城
16. 茗荷沢城
17. 本台城
18. 古御所
19. 岩川館
20. 上野城
21. 御所前館
22. 玉前館

#### 長柄町
1. 榎本城
2. 榎本要害城
3. 刑部城
4. 高山城
5. 立鳥城
6. 狸穴城
7. 宮ノ台城

#### 睦沢町
1. 碇城
2. 勝見城
3. 富喜楽城
4. 大柳館

#### 長生村
1. 城之内城

#### 一宮町
1. 一宮城
2. 高藤山城

### 茂原市
1. 石神城
2. 上永吉城
3. 小林城
4. 鞘戸城
5. 殿谷城
6. 本納城
7. 真名城
8. 真名宿谷城
9. 鷲巣山城
10. 原代館

### 市原市
1. 姉ヶ崎台城
2. 有木城
3. 安須城
4. 池和田城
5. 石川城
6. 磯ヶ谷城
7. 犬成城
8. 岩井戸城
9. 牛久城
10. 大桶城
11. 大坪城
12. 大羽根城
13. 奥野城
14. 小野山城
15. 海保城
16. 上高根城
17. 風戸城
18. 神代城
19. 吉沢城
20. 小草畑城
21. 古敷谷大代城
22. 椎津城
23. 市東城
24. 白塚城
25. 白船城
26. 真ヶ谷城
27. 雀ヶ崎城
28. 佐是城
29. 高田城
30. 武士城
31. 月崎城ノ越城
32. 月崎みさご城
33. 永藤城
34. 新堀城
35. 西国吉城
36. 根古屋城
37. 能満城
38. 葉木城
39. 畑木城
40. 原田城
41. 引田城
42. 百枚田城
43. 平蔵城
44. 平蔵城部田城
45. 奉免白山城
46. 本郷明金城
47. 南岩崎城
48. 皆吉橘禅寺城
49. 村上城
50. 山倉城
51. 山小川城
52. 大厩館
53. 荻作館
54. 小田部館
55. 海保堀ノ内館
56. 光明寺館
57. 嶋野土腐館
58. 中高根下ノ根館
59. 中高根久保館
60. 琵琶首館
61. 宮原御所
62. 八幡御所
63. 分目要害

### 千葉市（旧・土気町）
1. 大椎城
2. 土気城
3. 後台城
4. 立山城
5. 御堂前城

## 下総国

### 千葉市

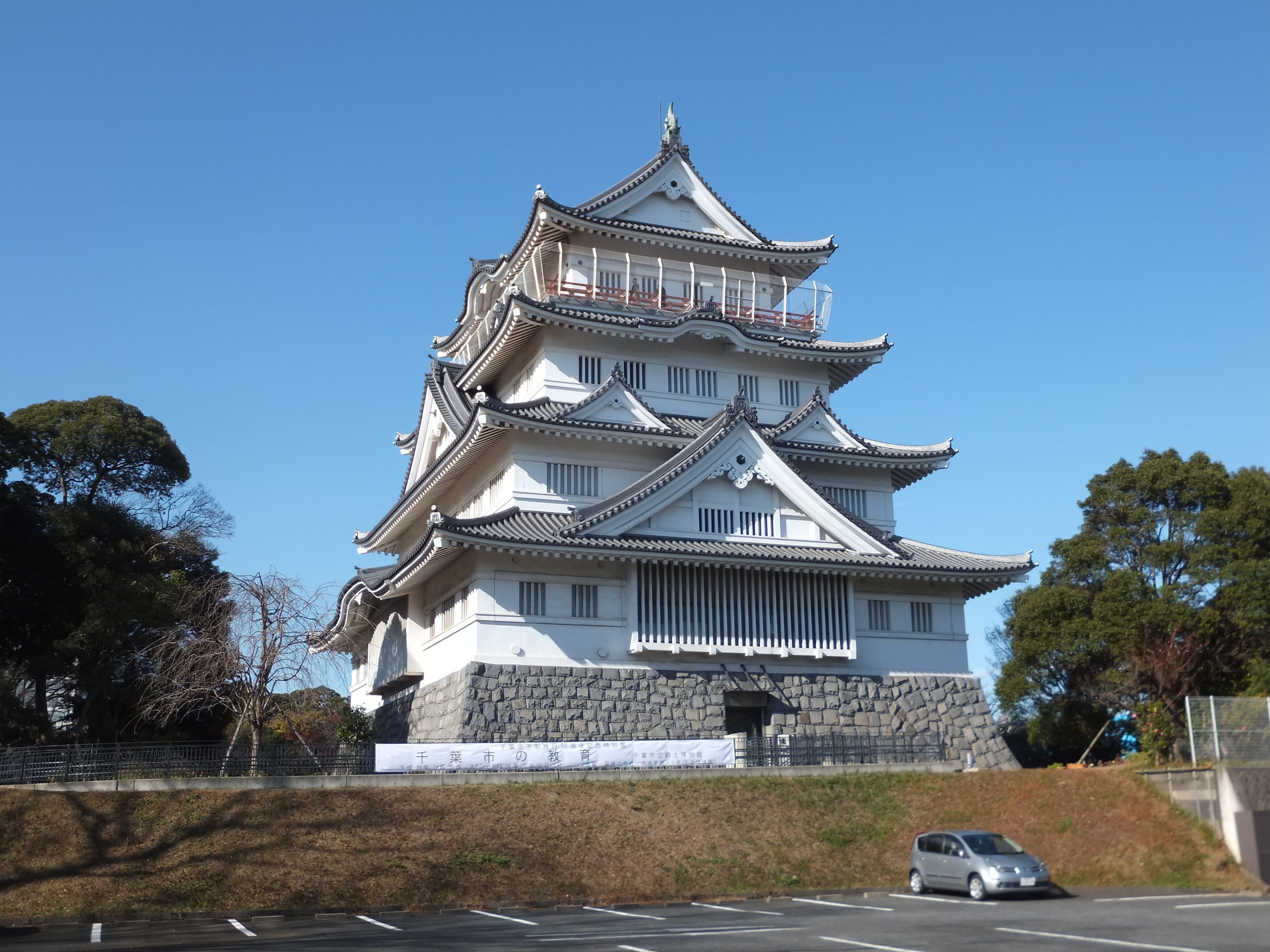
亥鼻城址(千葉市立郷土博物館)

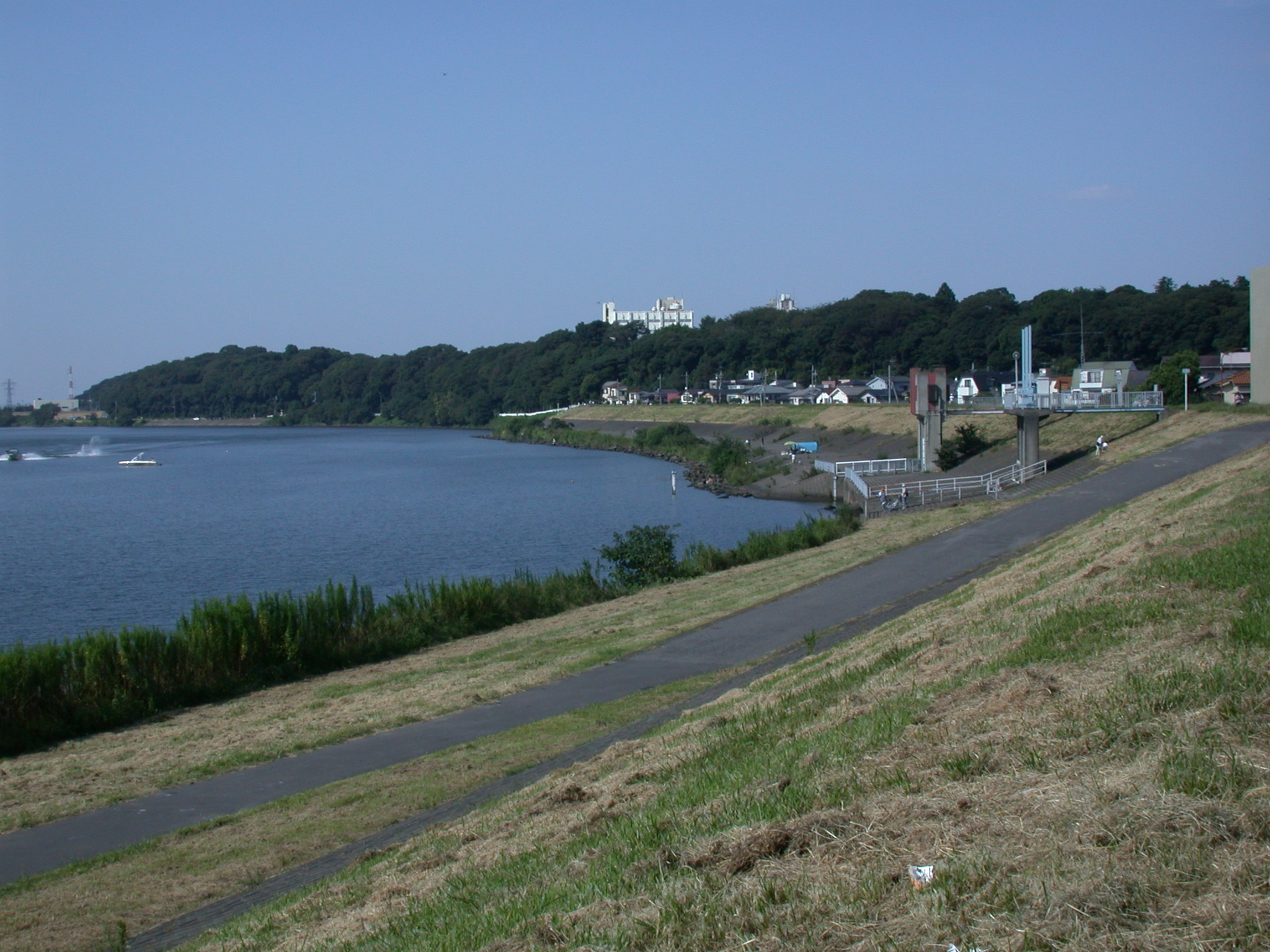
国府台城址遠景

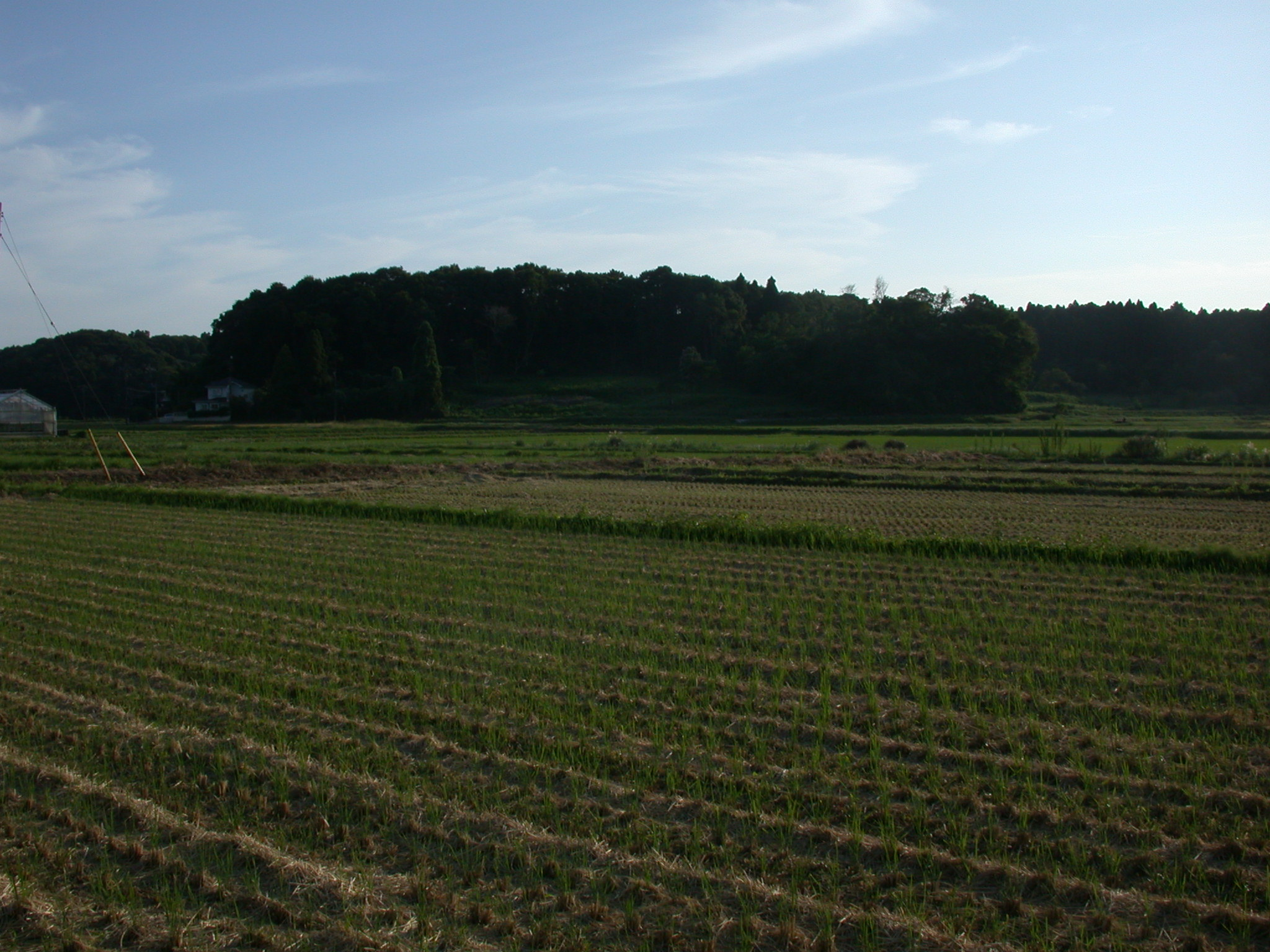
本佐倉城址遠景

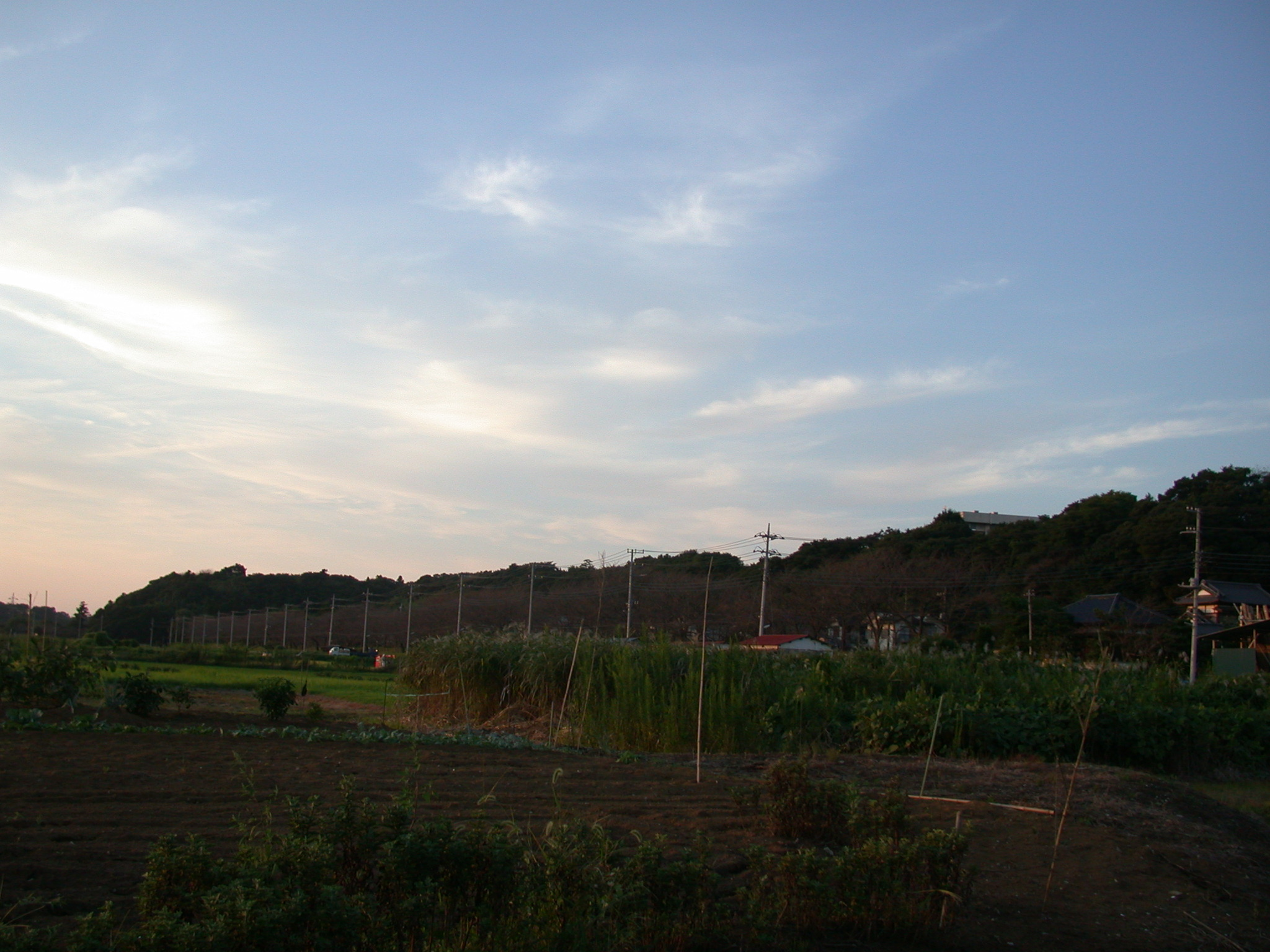
佐倉城址遠景

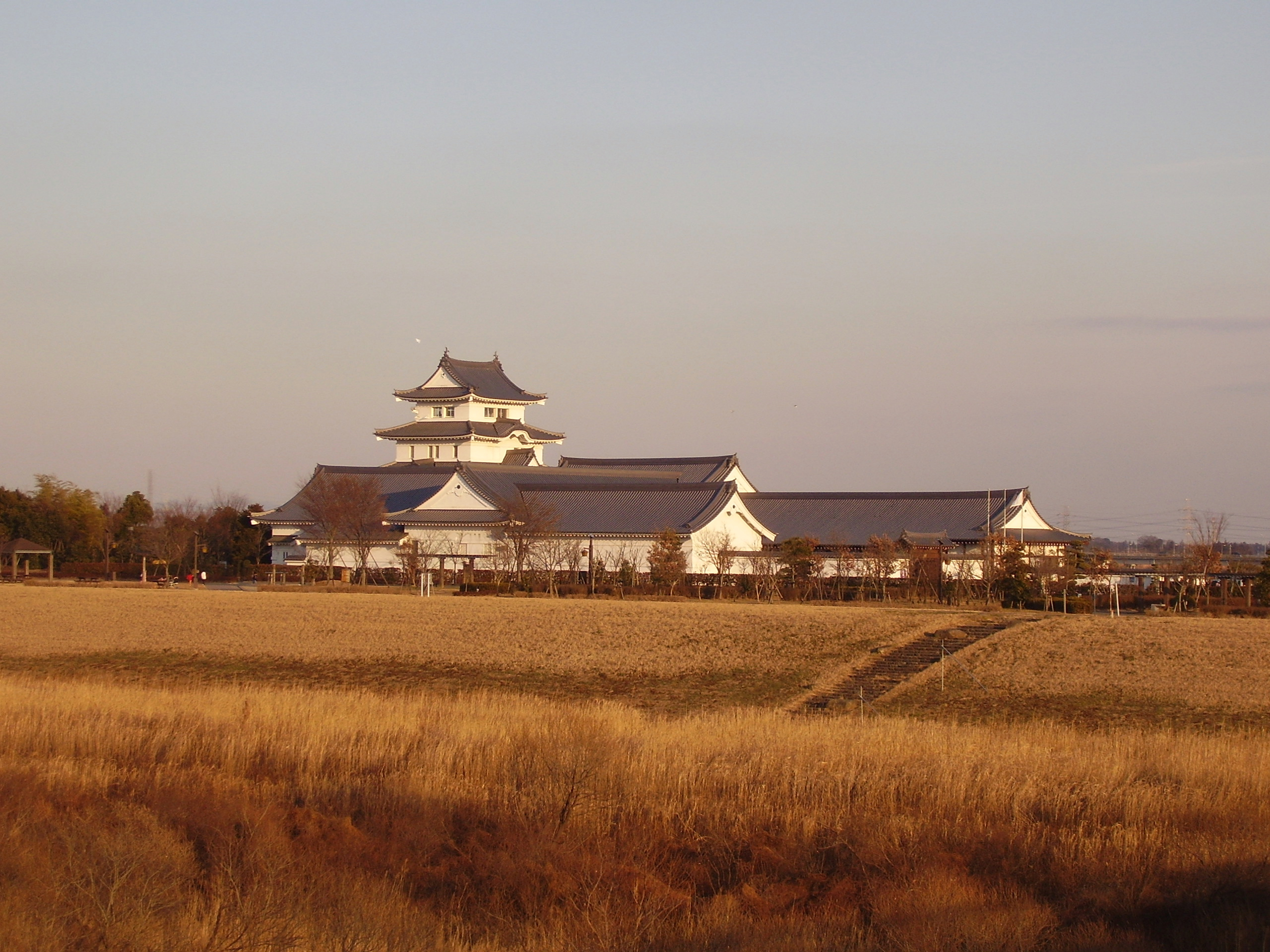
関宿城址(県立関宿城博物館)

1. 有吉城
2. 小弓城
3. 亥鼻城
4. 馬加城
5. 生実城
6. 高品城
7. 矢作砦
8. 栄福寺館
9. 大草城
10. 大谷城
11. 御茶屋御殿
12. 貝塚城
13. 金堀城
14. 小中台城
15. 城ノ腰城
16. 城ノ台城
17. 城山城
18. 善勝寺城
19. 武石館
20. 多部田城
21. 廿五里城
22. 殿台城
23. 長作城
24. 中野城
25. 浜野城
26. 平山城
27. 藤葉城
28. 平河館
29. 立堀館
30. 南屋敷
31. 向砦
32. 女城

### 四街道市
1. 和良比堀込城
2. 福星寺城
3. 木出城
4. 山梨城
5. 小名木城
6. 屏風山城
7. 鹿渡城
8. 中野戸崎城
9. 中山城
10. 池ノ尻館

### 八街市
1. 根古谷城
2. 用草城

### 習志野市
1. 鷺沼城
2. 実籾城

### 八千代市
1. 米本城
2. 吉橋城
3. 島田城
4. 高津館
5. 尾崎館
6. 正覚院館
7. 神野館
8. 権現山砦

### 白井市
1. 小森城
2. 神々廻城
3. 名内城
4. 長殿城

### 印西市
1. 手倉城
2. 平岡城
3. 船尾城
4. 竜崖城
5. 岩戸城
6. 高田山城
7. 萩原城
8. 船戸城
9. 師戸城
10. 鎌刈館
11. 松虫陣屋
12. 笠神城
13. 中根城
14. 龍腹寺館

### 佐倉市
1. 臼井城
2. 佐倉城
3. 寺崎城
4. 謙信一夜城
5. 飯野城
6. 井野城
7. 岩富城
8. 臼井屋敷
9. 臼井田宿内砦
10. 大篠塚城
11. 太田用替城
12. 小竹城
13. 生谷城
14. 金部田城
15. 上勝田城
16. 上峠城
17. 小篠塚城
18. 坂戸尾牛城
19. 志津城
20. 城城
21. 高岡城
22. 時崎城
23. 長熊城
24. 先崎城
25. 馬渡大内城
26. 宮内城
27. 石川館
28. 坂戸馬場館
29. 志津大口館

### 印旛郡

#### 酒々井町
1. 本佐倉城
2. 向根古屋城
3. 下岩橋城
4. 墨龍害城
5. 長勝寺館
6. 妙胤寺館

### 成田市
1. 名古屋城
2. 長沼城
3. 助崎城
4. 荒海城
5. 江弁須城
6. 大生城
7. 小菅城
8. 駒井野城
9. 鷺山城
10. 下金山城
11. 下福田城
12. 白子城
13. 寺台城
14. 殿台城
15. 成毛城
16. 子ノ神城
17. 幡谷城
18. 東和泉城
19. 東和田城
20. 広ノ台城
21. 米野城
22. 菊水山城
23. 小御門城
24. 名木城
25. 西大須賀城
26. 伊能城
27. 久井崎城
28. 清水山城
29. 津富浦城
30. 所城
31. 中野城
32. 南敷城
33. 奈土城
34. 松子城
35. 馬洗城
36. 村田城
37. 大菅桐ヶ谷館
38. 川栗館
39. 小泉館
40. 関戸砦
41. 三峯山砦
42. 楫波山砦
43. 久米砦
44. 高岡陣屋
45. 一ノ陣屋

### 香取市
1. 伊地山城
2. 大崎城
3. 大戸城
4. 香取要害城
5. 上小川城
6. 北台城
7. 下小野城
8. 岩ヶ崎城
9. 大倉城
10. 鴇崎城
11. 山崎城
12. 油田城
13. 小見川城
14. 上小堀城
15. 白井城
16. 大方城
17. 本矢作城
18. 森山城
19. 竜谷城
20. 荒北城
21. 岩部城
22. 西部田城
23. 小見城
24. 川上城
25. 神生城
26. 米野井城
27. 志高台城
28. 実川城
29. 田部城
30. 手古内城
31. 道内城
32. 長岡城
33. 長岡出城
34. 八丁内城
35. 府馬城
36. 山崎城
37. 山ノ下城
38. 新里館
39. 大根氏館
40. 平良文館
41. 中島館
42. 仁良館
43. 綱原屋敷
44. 新里要害城

### 香取郡

#### 神崎町
1. 小松城
2. 武田城
3. 並木西ノ城

#### 多古町
1. 井戸山城
2. 牛尾城
3. 大原城
4. 久保城
5. 志摩城
6. 多古城
7. 千田城
8. 次浦城
9. 次浦八郎常盛館
10. 土櫓城
11. 壷岡城
12. 土橋城
13. 中城
14. 仁良切城
15. 初田城
16. 一鍬田城
17. 桧木城
18. 方田城
19. 松崎城
20. 水戸谷城
21. 南玉造城
22. 南並木城
23. 分城
24. 飯笹陣屋

### 東庄町
1. 粟野城
2. 今泉城
3. 大友城
4. 須賀山城
5. 沼闕城
6. 和田城

### 富里市
1. 立沢城
2. 中沢城
3. 日吉倉城

### 匝瑳市
1. 飯倉城
2. 飯高城
3. 飯塚城
4. 内山城
5. 内山城之内城
6. 内山中城
7. 大浦城
8. 大寺城
9. 大堀城
10. 金原城
11. 亀崎城
12. 新村城
13. 下富谷城
14. 椿海城
15. 長岡城
16. 野手城
17. 久方城
18. 松山城
19. 宮和田城
20. 八日市場城
21. 横須賀城
22. 吉田城
23. 米倉城
24. 堀川館
25. 新砦
26. 飯塚砦
27. 飯高砦
28. 東小笹陣屋
29. 吉田陣屋

### 旭市
1. 網戸城
2. 江ヶ崎城
3. 椎名内城
4. 仲島城
5. 伊達城
6. 岩井田方山城
7. 見広城
8. 鏑木城
9. 桜井城
10. 椎木台城
11. 諸徳寺城
12. 高根城
13. 長部城
14. 南堀之内城

### 銚子市
1. 中島城
2. 本城城
3. 三宅城
4. 宮原城
5. 諸持城
6. 八木城
7. 忍館
8. 東光寺館
9. 本城館

### 船橋市
1. 八木ケ谷城
2. 小野田城
3. 金堀城
4. 楠ケ山城
5. 小穴城
6. 坪井城
7. 酒山砦
8. 高根城
9. 金杉城
10. 米ケ崎城
11. 飯山満城
12. 夏見城
13. 船橋城
14. 花輪城
15. 小栗原城

### 市川市
1. 大野城
2. 国府台城
3. 市川城
4. 国分城
5. 曽谷城
6. 若宮館

### 鎌ヶ谷市
1. 佐津間城
2. 道野辺館（中沢城）

### 我孫子市
1. 根戸城
2. 久寺家城
3. 我孫子城
4. 柴崎城
5. 中峠城(芝原城)
6. 新木城
7. 法華坊館（法花坊館）
8. 羽黒前館
9. 龍崖城
10. 布佐城

### 流山市
1. 前ヶ崎城
2. 名都借城
3. 花輪城
4. 深井城
5. 長崎城

### 野田市
1. 関宿城
2. 布佐城
3. 山崎城
4. 堤台城
5. 金野井城
6. 目吹城
7. 木野崎城
8. 三ケ尾城
9. 船形館

### 柏市
1. 増尾城
2. 幸谷城
3. 戸張城
4. 戸張用替城
5. 高田城
6. 松ケ崎城
7. 布施城
8. 大室城
9. 猪ノ山城
10. 高柳城
11. 高柳谷中台城
12. 殿山城
13. 大井追花城
14. 藤ケ谷城
15. 藤ケ谷中上城
16. 金山寺山城
17. 泉城
18. 泉妙見山城
19. 手賀城
20. 布瀬城
21. 箕輪城
22. 箕輪如意寺城
23. 鹿島城
24. 鷲野谷城
25. 松前館
26. 高野館
27. 柳戸砦

### 松戸市
1. 松戸城
2. 相模台城
3. 根本城
4. 上本郷城
5. 中根城
6. 馬橋城
7. 馬橋龍房山城
8. 幸谷城
9. 栗ケ沢城
10. 根木内城
11. 行人台城
12. 小金城
13. 殿平賀城
14. 中金杉城
15. 幸田城
16. 向台館
17. 千駄堀館

### 他県にある下総国の城（古代-近世）

#### 茨城県
1. 古河城（古河市）
2. 小堤城（古河市）
3. 水海城（古河市）
4. 諸川西門城（古河市）
5. 太田城（結城郡八千代町）
6. 結城城（結城市）
7. 栗橋城（猿島郡五霞町）
8. 山王山城（五霞町）
9. 逆井城（坂東市）
10. 守谷城（守谷市）
11. 下高井城（取手市）
12. 古河公方館（古河市）
13. 磯部館（古河市）
14. 幸嶋氏館（古河市）
15. 山川館（結城市）
16. 三蔵神社館（結城市）
17. 鷲宮砦（猿島郡八千代町）
18. 三浦氏陣屋（古河市）

#### 埼玉県
1. 花崎城（加須市）
2. 春日部城（春日部市）
3. 足利政氏館（久喜市）
4. 一色氏館（幸手市）

#### 東京都
1. 葛西城（葛飾区）
2. 長島高城（江戸川区）